# Kulturgeschichtliches Museum Osnabrück

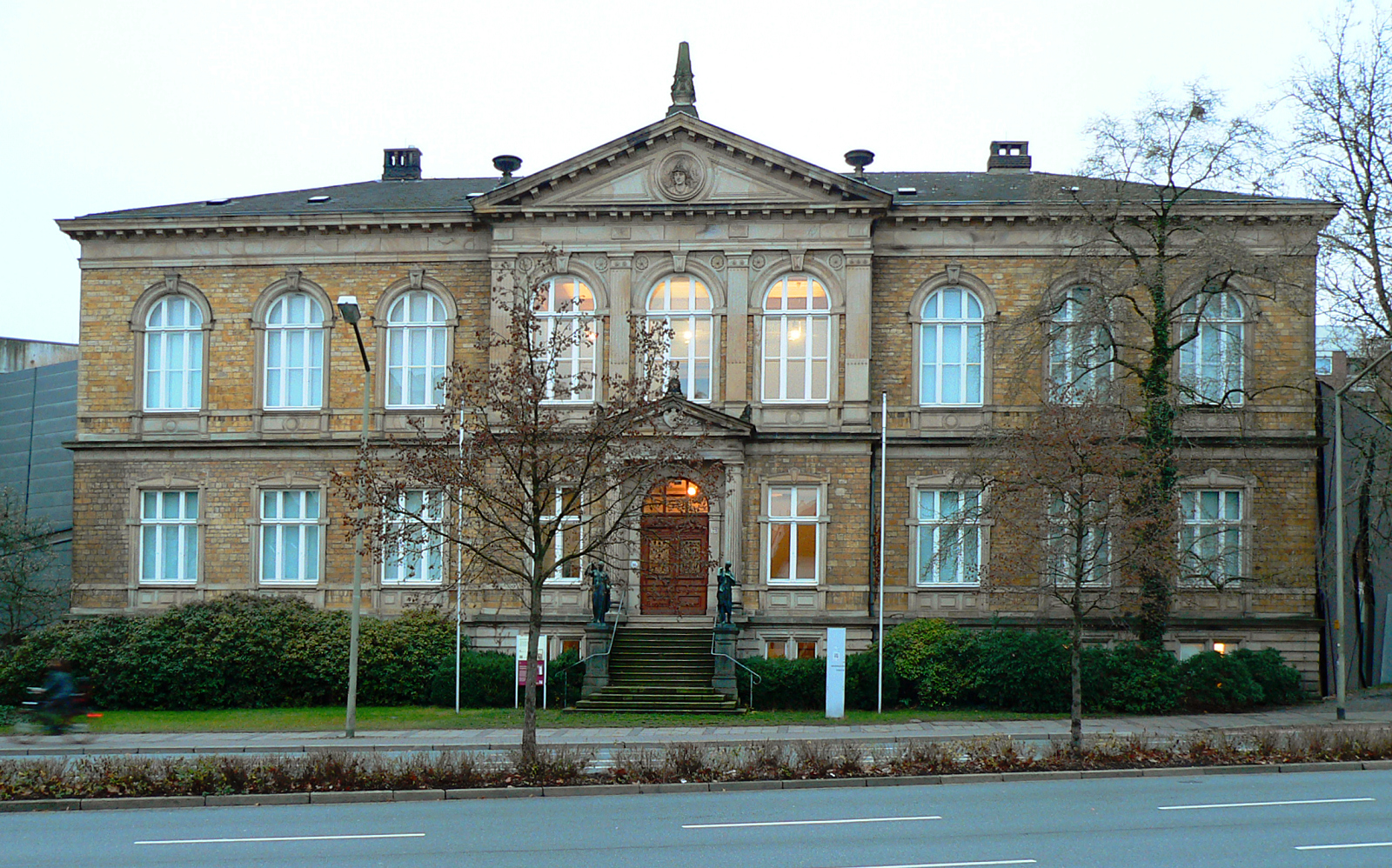
Straßenfront des Museums

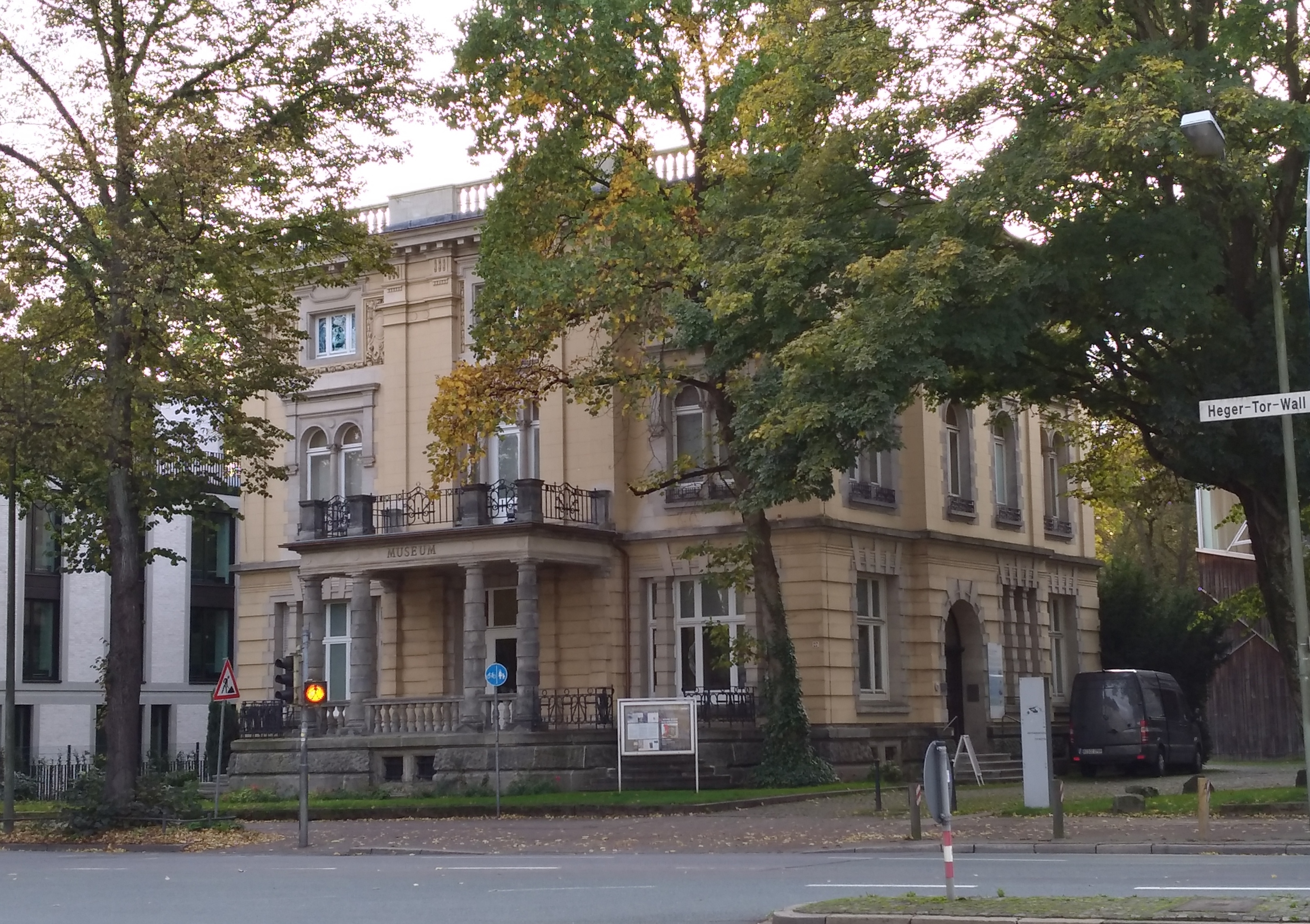
Villa Schlikker

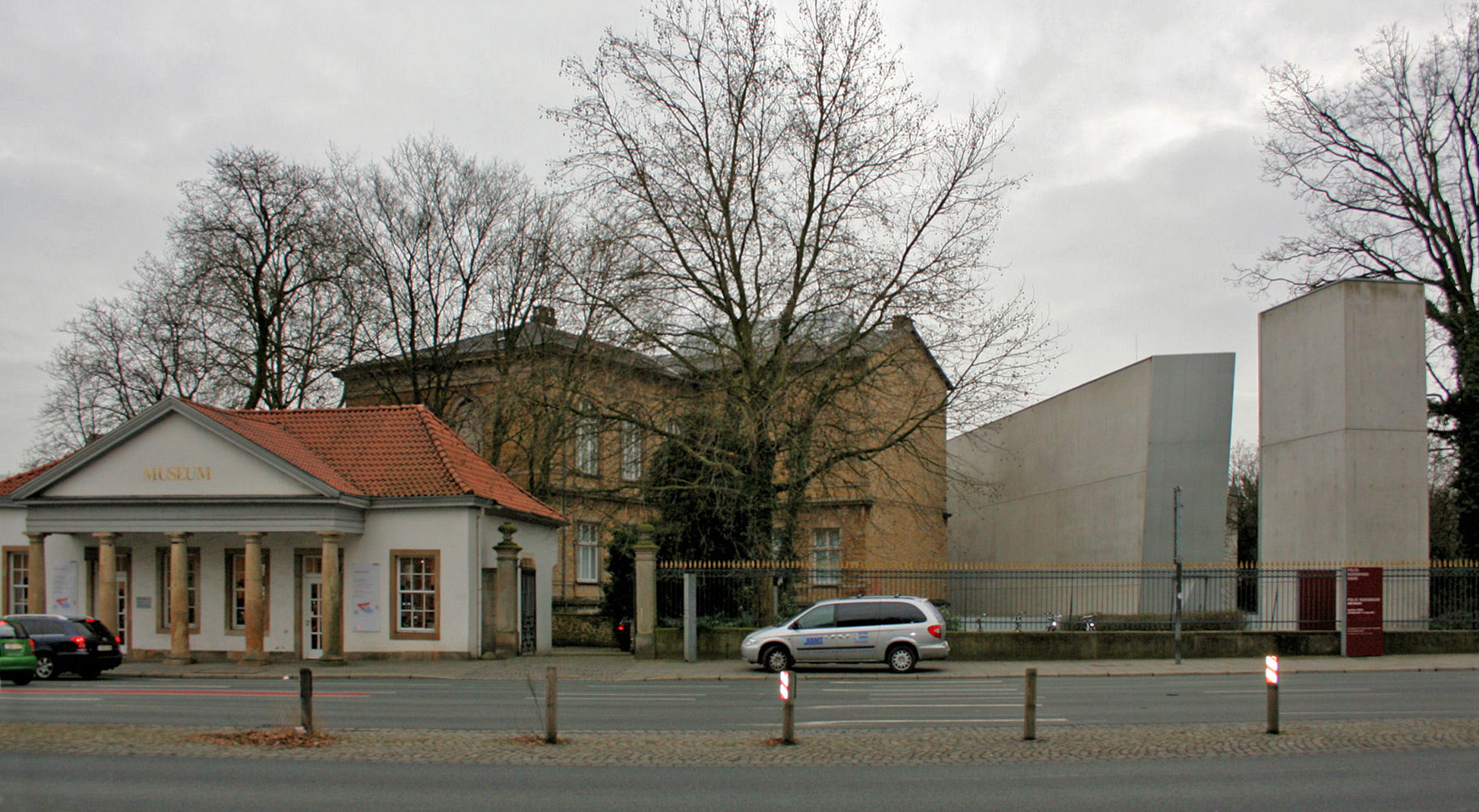
Das Kulturgeschichtliche Museum im Museumskomplex (in der Mitte), links das Akzisehaus, rechts das Felix-Nussbaum-Haus. Das Bild zeigt die Verhältnisse bis zur Erweiterung des Felix-Nussbaum-Hauses im Jahr 2011.

Das Kulturgeschichtliche Museum Osnabrück oder Museum am Heger Tor ist ein Museum in Osnabrück, das Exponate zur Vor- und Frühgeschichte, zur Stadtgeschichte und Alltagskultur sowie antike Kunst, Kunsthandwerk und Design, Trachten und Kostüme, Waffen und Rüstungen, Münzen und Medaillen präsentiert. Untergebracht ist es in einem neoklassizistischen Museumsgebäude (Heger-Tor-Wall 28) und in der Villa Schlikker. Mit dem Felix-Nussbaum-Haus bildet es einen zusammenhängenden Museumskomplex, den die Stadt Osnabrück als Museumsquartier Osnabrück (MQ4) vermarktet.
Bis zur Fertigstellung des Erweiterungsbaus des Felix-Nussbaum-Hauses im Jahre 2011 war das Akzisehaus der Museumsladen des Kulturgeschichtlichen Museums und gleichzeitig Kassenhaus für das Kulturgeschichtliche Museum und das Felix-Nussbaum-Haus. Zwischenzeitlich wurde das Gebäude als Museums-Werkstatt des Museumspädagogischen Dienstes benutzt. Nach einer Renovierung wird das Akzisehaus bis dato als Veranstaltungsraum genutzt.

## Gründungsgeschichte
Ausgehend von privaten Sammlungen und dem seit 1799 bestehenden „Schulkabinett“ des Ratsgymnasiums – mit Naturalien, „Alterthümern“ und ethnografischen Objekten – entstand im 19. Jahrhundert in Osnabrück das Bedürfnis, Sammlungen wie die numismatische des ehemaligen Ratsgymnasiasten und Arztes Christian Friedrich August Schledehaus (1810–1858) öffentlich zu präsentieren. Schledehaus hatte in Ägypten gelebt, antike Münzen und Gegenstände zusammengetragen und der Stadt vermacht. Zunächst wurde seine Sammlung im Ratsgymnasium untergebracht.
Über eine naturwissenschaftliche Sammlung und eine fachwissenschaftliche Bibliothek verfügte der aus der Botanischen Gesellschaft 1870 hervorgegangene Naturwissenschaftliche Verein. Der Industrieverein entstand 1848 aus dem Handwerkerverein und dem Technischen Verein; er setzte 1873 eine Kommission ein, die in der Bevölkerung das Interesse an einem Museum wecken sollte. Die Konstituierung des Museumsvereins für den Landdrosteibezirk Osnabrück folgte am 12. Februar 1879 im Friedenssaal des Osnabrücker Rathauses mit dem Landdrost Gustav Gehrmann als Vorsitzendem und dem Oberbürgermeister Johannes Miquel als Stellvertreter. Zu den  Gründungs- und Vorstandsmitgliedern gehörte der Stadtbaumeister Wilhelm Emil Hackländer (1830–1902). Der Verein wuchs durch den Beitritt von Mitgliedern des Naturwissenschaftlichen Vereins, der ab 1880 die naturwissenschaftliche Sektion bildete. Ein Zusammenschluss mit dem Verein für Geschichte und Landeskunde zu Osnabrück kam nicht zustande.
Über gemietete Räumlichkeiten verfügte der Museumsverein ab 1879 in der früheren Domdechanei am Domhof, aus der das Amtsgericht in den Justizneubau am Neumarkt gezogen war. Der Schwurgerichtssaal diente als vorläufiger Ausstellungsraum, die Einrichtung übernahm der Realgymnasialoberlehrer Wilhelm Bölsche (1843–1893). Am 25. Februar 1880 wurde die Ausstellung zum ersten Mal gezeigt, danach jeweils sonntags über die Mittagszeit für die Bevölkerung, am Mittwoch Nachmittag für Vereinsmitglieder.
Der Museumsbestand wuchs stetig, etwa als der Stahlwerksdirektor August Haarmann dem Verein 1884 eine Ausstellung zur Geschichte der  Osnabrücker Montanindustrie schenkte, oder im selben Jahr durch den Ankauf einer Vogelsammlung. 1884 überließ die Direktion der Königlichen Museen in Berlin den Provinzialmuseen weniger bedeutende Werke, 20 der Gemälde kamen leihweise nach Osnabrück. Aus der städtischen Höheren Töchterschule gingen zwei naturkundliche Sammlungen an den Verein. Der Museumsverein mietete weitere Räume in der früheren Domdechanei an, dennoch reichte der Platz nicht aus. Nachdem der Versuch gescheitert war, die leerstehende Justizkanzlei für 200.000 Mark zu kaufen, entstand die Idee für einen Museumsneubau. Obwohl die Mehrzahl der Hauptakteure Beamte mit direktem Zugang zu Entscheidungsträgern waren, gestaltete sich die Finanzierung über die Grenzen der Stadt hinaus schwierig. Erst als sich Heinrich Brüning (1836–1920), seit 1880 Oberbürgermeister, nach Vorverhandlungen mit dem Oberpräsidenten der Provinz Hannover, dem Finanz- und dem Kultusministerium direkt an Reichskanzler Otto von Bismarck wandte, bewilligte das Kultusministerium im Frühjahr 1887 einen Zuschuss von 100.000 Mark, der die Umsetzung des Projektes sicherte. Die Stadt kaufte am damaligen Kanzlerwall die Rammelkampschen Gärten, Stadtbaumeister Hackländer wurde ohne Ausschreibung mit dem Bauvorhaben beauftragt.

## Gebäude
Noch ehe die Finanzierung gesichert war, legte der Stadtbaumeister Hackländer 1886 einen Plan für den Bau des Museums vor, dessen Kosten er auf 200.000 Mark veranschlagte. Er brachte aus Hannover Erfahrungen im Museumsbau mit. Dort hatte er unter Conrad Wilhelm Hase an der Errichtung des Museums für Kunst und Wissenschaft mitgewirkt.
Er entwarf für das Osnabrücker Museum einen repräsentativen, symmetrischen Bau im Stil des Neoklassizismus mit rückwärtigem Mittelflügel, wobei ihm beschränkte Mittel Grenzen setzten. Er entsprach den zentralen Forderungen des Museumswesens Ende des 19. Jahrhunderts, indem er von Anfang an Erweiterungsmöglichkeiten projektierte. Sie sahen an beiden Schmalseiten einen vorspringenden Flügelbau vor und quer zum  Mittelflügel einen rückwärtigen Anbau; die Symmetrie blieb dabei gewahrt. Umgesetzt wurden die Erweiterungspläne nicht.
Die Front zum Kanzlerwall plante Hackländer mit Mittelrisalit und Dreiecksgiebel, Freitreppe und vorspringendem Portal sowie einer Mischung von eckigen Fenstern im Erdgeschoss und Rundbogenfenstern im Obergeschoss. Der mit einem Obelisken gekrönte Dreiecksgiebel ruht auf kannelierten dorischen Pilastern. Die Skulptur im Mittelfeld, den Minervakopf im Medaillon, schuf der Bildhauer Oskar Rassau (1843–1912) aus Ibbenbürener Sandstein. Am Portal wies der Schriftzug „Museum“ auf den Verwendungszweck hin, das Wappen darüber mit sechsspeichigem stehendem Rad kennzeichnete das Gebäude als städtische Einrichtung. Hackländer setzte Baustoffe aus der Region ein, darunter Ibbenbürener Sandstein und Sichtsteinmauerwerk aus Muschel-Kalkbruchstein.
Bei der Gestaltung des Eingangsbereichs mit Treppenhaus, das sich Hackländer großartiger gewünscht hätte, musste er sich aus finanziellen Gründen beschränken und verzichtete auf eine rein repräsentative Vorhalle. Die schon vorhandenen Sammlungen unterzubringen hatte Vorrang. Auch dem Vorbild der Bauten Friedrich August Stülers und der Kunsthalle in Karlsruhe von Heinrich Hübsch mit zentrierter Treppenanlage konnte Hackländer nicht folgen und brachte sie seitlich an. Hackländer besorgte selbst die Anordnung der Sammlungen, sein Raumprogramm mit vorgegebenem Rundgang rechts herum stimmte mit der zeitgenössischen Museumsarchitektur überein. Zur Innenausstattung gehörten Stuckdecken, Säulen und Terrazzo-Mosaiken. Das Gestaltungselement des Mosaiks griff er bei der Pflasterung des 15 Meter breiten Vorplatzes des Gebäudes mit Auffahrt auf.
Das Museumsgebäude wurde 1888/1889 errichtet, im April 1889 war der Rohbau fertiggestellt. Im Frühjahr 1890 wurde das Gebäude bezogen und am 25. Mai, dem Pfingstsonntag, ohne besondere Feierlichkeiten für das Publikum geöffnet. Bis 1929 betrieb der Gründerverein das Museum, dann wurde es zur städtischen Einrichtung und erhielt mit Hans Gummel den ersten hauptamtlichen Direktor.
Im Zweiten Weltkrieg wurde das Museumsgebäude beschädigt. 1948 wurde es wiedereröffnet, die Kriegsschäden wurden 1955/1956 behoben und das Treppenhaus umgebaut. Am 1. Juli 1956 wurde das Museum neu eröffnet. 2021 wurde die stadtgeschichtliche Ausstellung neu gestaltet.

## Hauptamtliche Museumsleiter
Von der Eröffnung bis 1929 wurde das Museum vom Museumsverein ehrenamtlich geführt. Mit der Übernahme durch die Stadt Osnabrück erhielt es 1929 den ersten hauptamtlichen Leiter.
- 1929 bis 1939 Hans Gummel, erster städtischer Direktor[6]
- ab 1939 Hermann Poppe-Marquard, 1939  bis 1946 ehrenamtlich kommissarisch vertreten durch Philipp Reinecke[7]
- 1946 bis 1970 Walter Borchers[8]
- 1970 bis 1991 Manfred Meinz[9]
- 1991 bis 2000 Thorsten Rodiek, ab 1998 zusätzlich Leiter des Felix-Nussbaum-Hauses[10]
- 2000 bis 2016 Eva Berger als Doppelspitze auch für das Felix-Nussbaum-Haus mit Inge Jaehner[11]
- seit 2017 Nils-Arne Kässens, Direktor des Museumsquartiers Osnabrück mit Kulturgeschichtlichem Museum, Villa Schlikker, Felix-Nussbaum-Haus und Akzisehaus[12]

## Auszeichnung
2020 erkannte der von der Niedersächsischen Sparkassenstiftung geführte hbs kulturfonds dem Museumsquartier und damit dem Kunstgeschichtlichen Museum als dessen Teil den alle zwei Jahre verliehenen Museumspreis zu. Gewürdigt wurde laut Jury der gelungene Zusammenschluss der vier Häuser unter dem Leitthema Frieden.

## Werke
Das Museum gab bisher über 100 Publikationen zu den veranstalteten Ausstellungen über nationale und internationale Künstler heraus. Hier eine Auswahl.
- Reihen
  - Schriftenreihe: Schriften des Kulturgeschichtlichen Museums Osnabrück Bramsche: Rasch [1991–2007]. DNB 978192494
  - Biennale der Deutschen Tapisserie; Museum für Kunst und Gewerbe Hamburg; Kulturgeschichtliches Museum Osnabrück: Biennale der Deutschen Tapisserie. 1980 und 1985. DNB 550611932
- Einzelkataloge
  - Berger, Eva (Hrsg.); Museums- und Kunstverein und Kulturgeschichtliches Museum Osnabrück in Kooperation mit der Universität Osnabrück (Hrsg.) ; Hella Hirschfelder-Stüve [Ill.]: Hella Hirschfelder-Stüve, Künstlerin der vergessenen Generation: Lebensreise (anlässlich der Ausstellung: "Hella Hirschfelder-Stüve, Künstlerin der Vergessenen Generation, Lebensreise" im Kulturgeschichtlichen Museum Osnabrück, 21. März – 20. Juni 2010). Bramsche : Rasch 2010, ISBN 978-3-89946-145-9
  - Thomas Schauerte; Birgit Ulrike Münch; Albrecht Dürer (Ill.); Kulturgeschichtliches Museum Osnabrück in Zusammenarbeit mit der Stiftung Niedersachsen (Hrsg.): Albrecht Dürer – das große Glück : Kunst im Zeichen des geistigen Aufbruchs ; (Katalog zur Ausstellung Albrecht Dürer: das Große Glück, Kunst im Zeichen des Geistigen Aufbruchs, 6. April bis 6. Juli 2003 im Kulturgeschichtlichen Museum Osnabrück). Bramsche: Rasch 2003, ISBN 3-935326-91-2
  - Inge Jaehner; Wendelin Zimmer; Susanne Tauss; Friedrich Vordemberge-Gildewart: Friedrich Vordemberge-Gildewart zum 100. Geburtstag : Kulturgeschichtliches Museum Osnabrück, 21. November bis 6. Februar 2000. Eine Ausstellung des Museums- und Kunstvereins und des Kulturgeschichtlichen Museums Osnabrück. Osnabrück : Museums- und Kunstverein 1999, ISBN 3-926235-16-0
  - Eva Berger; Felix Nussbaum (Ill.): Felix Nussbaum: verfemte Kunst – Exilkunst – Widerstandskunst; hrsg. anlässlich des fünfzigsten Todestages von Felix Nussbaum am 9. August 1994. In Zusammenarbeit mit der Felix-Nussbaum-Gesellschaft Osnabrück e. V. und der Universität Osnabrück. Bramsche : Rasch 1995, ISBN 3-930595-14-1
    - Englische Ausgaben: Felix Nussbaum: art defamed, art in exile, art in resistance; a biography. Woodstock, NY: Overlook Press 1997, ISBN 0-87951-789-1 und Bramsche: Rasch 4. Auflage 1997, ISBN 3-930595-92-3

  - Kulturgeschichtliches Museum Osnabrück; Thomas A. Krüger (Ill.): Ölbilder, Aquarelle, Lithographien: Ausstellungskatalog Dominikanerkirche Osnabrück anlässlich des 65 Geburtstages des Künstlers. Osnabrück 1983  Bramsche: Rasch 1983, ISBN 3-922469-12-4
  - Gisela Joswig; Inge Frankmöller; Willi Sitte (Ill.); Kulturgeschichtliches Museum Osnabrück (Hrsg.): Willi Sitte: Liebe, Leidenschaft und Vanitas; Ausstellung, 8. Mai – 26. Juni 1988 in der Dominikanerkirche Osnabrück; 16. Juli – 4. September in der Brüderkirche Kassel. Osnabrück : Kulturgeschichtliches Museum 1988
  - Kulturgeschichtl. Museum, Osnabrück; Gustav Seitz (Ill.): Gustav Seitz : 1906–1969 ; Freiplastiken, Reliefs, Porträts, Zeichn., Briefe ; Ausstellung im Akzisehaus, 1. August – 30. September 1979. Osnabrück: Kulturgeschichtl. Museum 1979
  - Rudolf Pfefferkorn; Max Liebermann (Ill.); Kulturgeschichtl. Museum Osnabrück in Verbindung mit d. Senator für Wiss. u. Kunst Berlin (Hrsg.): Ausstellung Max Liebermann und sein Kreis, Grafik der Berliner Sezession, Zeichnungen, Lithographien, Radierungen : 1971/1972. Osnabrück : Kulturgeschichtl. Museum 1972
  - Hilde Zenker; Paul Uwe Dreyer: Paul Uwe Dreyer : Gemälde von 1961–1972; Kunsthalle Mannheim, 28. April – 28. Mai 1972; Kulturgeschichtl. Museum, Osnabrück, 11. Juni – 16. Juli 1972. Mannheim: Kunsthalle; Osnabrück: Kulturgeschichtl. Museum 1972